# Беттані Г'юз
Беттані Мері Г'юз (англ. Bettany Mary Hughes; нар. 1967, Лондон, Англія) — англійський історик, письменниця та телеведуча, що спеціалізується на античності. Її книги присвячені історії та міфам античності, а також історії Стамбула. Активно заохочує викладання антикознавства в школах Великої Британії. 2019 року відзначена орденом Британської імперії.

## Ранні роки життя, освіта та кар'єра
Виросла в Західному Лондоні. Здобула освіту в середній школі «Ноттінг Гілл і Ілінг» та коледжі святої Хільди Оксфордського університету, який закінчила зі ступенем з історії Стародавнього світу та Нового часу.
Беттані запрошений науковий співробітник Королівського коледжу Лондона, почесний співробітник Кардіфського університету та почесний доктор Йоркського університету.

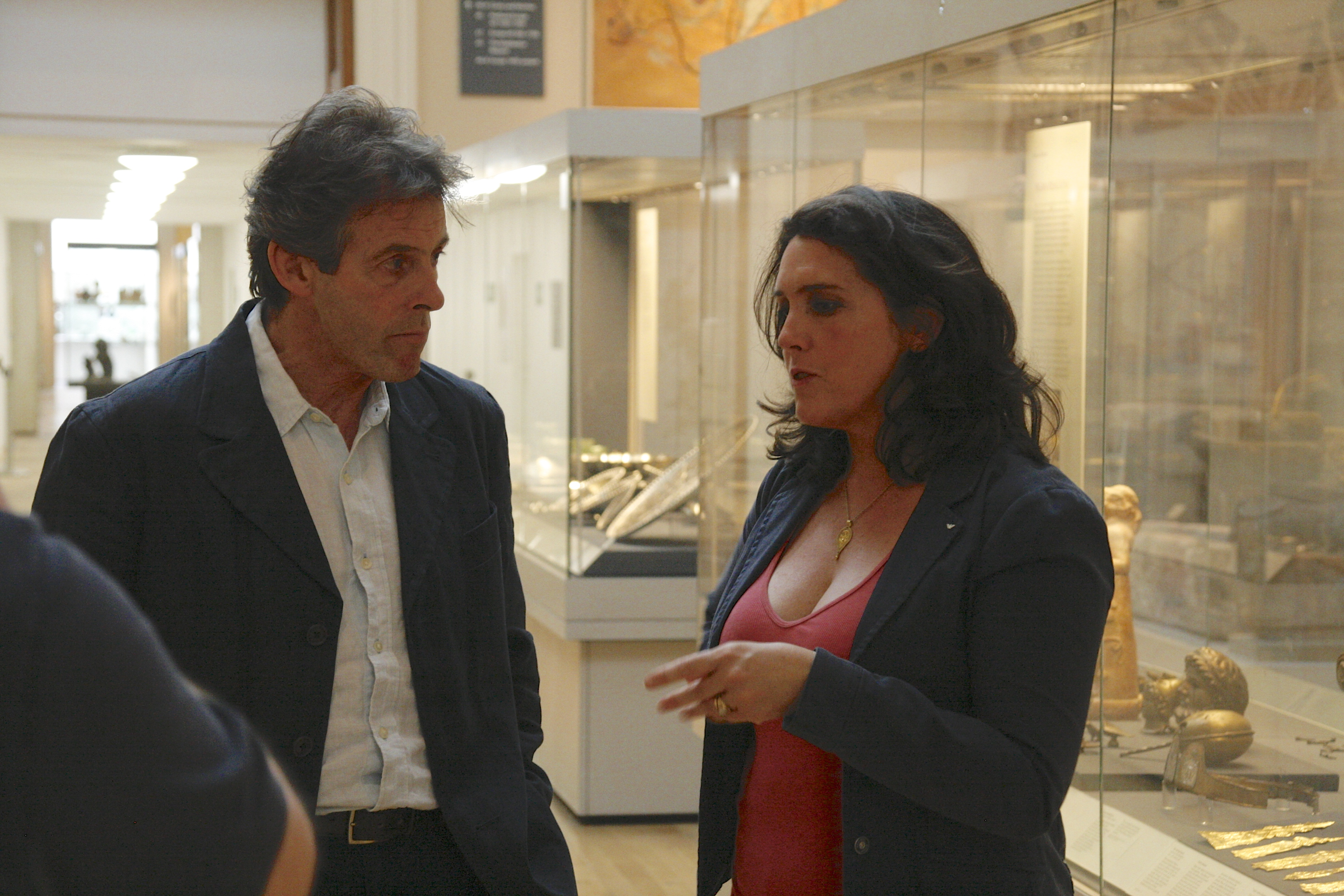
Беттані Г'юз розмовляє з Ральфом Джексоном (куратором романо-британських колекцій Британського музею) під час зйомок фільму «Таємні скарби Британії» в Британському музеї

У доробку Г'юз документальні фільми та серіали з історії стародавнього світу і нового часу. 2009 року нагороджена спеціальною нагородою Наомі Саргант за досконалість в освітньому мовленні, а 2012 року нагороджена «медаллю Медлікотта» за служіння історії від Історичної асоціації, почесним членом якої вона є.
У 2011 році очолила журі Жіночої літературної премії, єдиної щорічної нагороди Великої Британії за найкращий роман, написаний англійською мовою жінками будь якої національності.
Беттані покровитель благодійної організації «The Iris Project», яка сприяє вивченню латини та грецької мови у школах Великої Британії. Також вона почесний покровитель національної кампанії «Classics for All», мета якої повернення класичних мов та вивчення давніх цивілізацій у державних школах. Вона є радником «Фонду науки, технологій та цивілізації», мета якого — сприяння масштабним спільним проєктам між Сходом та Заходом.
У 2014 році вона стала «шановним другом» (англ. Distinguished Friend) Оксфордського університету. Член Лондонського товариства антикварів з 3 березня 2017 року. 2019 року відзначена орденом Британської імперії за служіння історії.

## Родина та особисте життя
Пітер Г'юз, батько Беттані, був актором. Брат Саймон — гравець у крикет та журналіст. Одружена з Адріаном Евансом; подружжя має двох дітей. Вегетаріанка.

## Книги
В доробку має 4 книги:
- Hughes, Bettany (2005). Helen of Troy : goddess, princess, whore. London. ISBN 9781845952143.[19]
- Hughes, Bettany (2010). The hemlock cup : Socrates, Athens and the search for the good life. London: Vintage Books. ISBN 9780099554059.[20]
- Hughes, Bettany (2017). Istanbul : a tale of three cities. London. ISBN 9781780224732.[21]
- Hughes, Bettany (2019). Venus & Aphrodite : history of a goddess. London. ISBN 9781474610360.[22]

Книга «The Hemlock Cup» увійшла до списку бестселерів «Нью-Йорк таймс», обрана «Книгою року» Дейлі телеграф, і представлена як «Книга тижня» на радіостанції BBC Radio 4. Книга потрапила у короткий список премії гільдії письменників Великої Британії.
Огляд книги «Istanbul: a tale of three cities» (укр. Стамбул: історія трьох міст) виходив у часописі «The New York Review of Books».

## Телепрограми
Беттані Г'юз автор та ведуча низки документальних телепрограм з історії стародавнього світу та нового часу: цикл з 7 випусків «Стародавній світ» (англ. «The Ancient World») (2002—2010), «Таємні скарби Британії» (англ. «Britain's Secret Treasures») (2012—2013), «Геній Стародавнього світу» (англ. «Genius of the Ancient World») (2015), «Ніл: Велична річка Єгипту» (англ. «The Nile: Egypt's Great River») (2019) та інші.